# بنو حنا
بَنوُ حِنّا أو آل حنا أو أسرة ابن حنا هم أسرة مصرية عريقة من القبط ، أسند إليهم العديد من المناصب السياسية في سلطنة المماليك المصرية التي جعلتهم المسيرين للأحداث والقابضين على زمام الأمور بلا منازع منذ عهد الظاهر بيبرس وحتي عهد سلاطين بنو قلاوون.

## الأصل
مؤسس هذه الأسرة هو بهاء الدين أبو الحسن علي ابن القاضي السديد محمد بن سليم والمعروف باسم ابن حنا المصري الكاتب وزير الملك الظاهر بيبرس (676-658 هـ / 1260-1277م) ووزير ابنه الملك السعيد (676-678هـ / 1277-1279م) .
كان جده "حنا" من الأقباط الذين أسلموا وتولوا الوزارة أو المباشرة في مصر مثل بني مكالس ، أسلم في العصر الأيوبي وتسمي "سليم" إلا أن اسم حنا ظل ملازم الأسرة ،واشتهرو به.
أما والده فهو القاضي السديد محمد بن سليم الذي ترقي في الخدم الديوانية حتي باشر ديوان الجيش بالديار المصرية في عهد الملك الكامل كما كان برهان الدين أخو الصاحب بهاء الدين له ايضا مكانة جليلة ،وكلمة مسموعة بدليل أن الوزير شرف الدين الفائزي عندما اعتقل طلب وساطته لإطلاق سراحه،وهذا مما يدل على ما تمتع به أفراد هذه الأسرة من مكانة، وتأثير على أصحاب السلطان والرأي في البلاد آنذاك. ويتضح أيضاً أن الصاحب بهاء الدین ابن حنا لم يكن نصرانياً واعتنق الإسلام من أجل الترقي في المناصب، والوصول إلى منصب الوزارة كما ذكر بعض المؤرخين، بل إنه ولد على الإسلام ابتداء.

## أبرز الأفراد
- الصاحب الوزير الكبير بهاء الدين بن حنا (1205م-1278م) كان وزير الصحبة للظاهر بيبرس ومن أصحاب النفوذ في الدولة الظاهرية، كما قاد الوزير بهاء الدين بن حنا حملات إصلاحية كبرى في دولة المماليك ،و لم يقبل الرشوة أو التوصية طوال حياته.
- المولى الصاحب شرف الوزراء تاج الدين محمد بن حنا (1243م-1307م) سمع وحدث بمصر ودمشق ووصفه بأنه انتهت إليه رئاسة عصره بمصر كما شارك في كثير من الحروب والغزوات وأظهر فيها براعة وشجاعة منقطعة النظير[4][5] ،وكان أبرزها معركة حمص الثانية غربي الشام بتاريخ 14 رجب 680 هـ ولشجاعته امتدحه الشاعر ابن دانيال الموصلي بقصيدة مطلعها:تذكرت سعدي أم أتاك خيالهاأم الريح هبت إليك شمالها
- زين الدين أحمد بن حنا (توفي عام 1304م) قلد وزارة الصحبة للسلطان الظاهر بيبرس كما ناب عن جده في الوزارة[6]، لما فوضت الوزارة لأخيه الصاحب تاج الدين سنة 693هـ / 1293م، كان هو مشاركاً له. قاد زين الدين أحد القوات العسكرية في معركة البستان ضد سلاجقة الروم ومغول فارس والجورجيون كان هذا بتاريخ 15 أبريل 1277م[7]
- الصاحب عز الدين محمد بن حنا (1255م-1294م) ولى وزارة الصحبة للظاهر بيبرس ولاحقاً للناصر محمد في سلطنته الأولي
- بدر الدين أحمد ويعرف بـ "ابن الصاحب" (1319م-1386م) سمع الحديث من والده شرف الدين بن زين الدين وكبار العلماء في عصره ،حدث وتفقه على المذهب الشافعي وبرع في الأدب والطب وودرس وعلق على كتاب "الحاوي". وجمع شعره وسماه "شاد الدواوين" وأفرد ما في النيل وسماه "مقطعات النيل" وله نوادر حادة مع لطف المحاورة وحسن المعاشرة وكثرة التندر على نفسه، كما صار عالية في لعب الشطرنج.

## بعض آثار آل حنا
- المدرسة الصباحية البهائية (654هـ/1256م) : شيده بهاء الدين علي بن حنا قبل أن يلي الوزارة مما يدل علي كثرة ثروته واهتمامه بالعلم ،ولما كمل بنائه تولى ابنه الصاحب فخر الدين التدريس فيه ثم توارثت ذرية ابن حنا التدريس فيه وكان اخرهم شمس الدين محمد بن حنا هدمت المدرسة بوفاته ،ويذكر أنها كانت ثرية جدا بالكتب وعظيمة البنيان حتي وصفها ابن حبيب بأنها "محكمة البنيان".
- مسجد دير البغل (675هـ/1277م) : شيده الصاحب بهاء الدين في شوال 675هـ
- الجامع التاجي (672هـ/1273م): عمره الصاحب تاج الدين في شهر المحرم 672هـ ويقع في دير الطين
- جامع المنشية: تم أنشاء هذا الجامع في العصر الفاطمي ،ولكنه خرب في زمن الظاهر بيبرس فقام بهاء الدين بشراء الأرض حوله و المساعدة في اعماره.
- مسجد الشعيبية (693هـ/1293م): شجع الصاحب تاج الدين على إنشائه وظل قائم حتي زمن المقريزي.
- الرباط الصاحبي التاجي : بناه الصاحب تاج الدين ،وسمي رباط الآثار أو الآثار النبوية لأن فيه فيه بعض من آثار النبي صلى الله عليه وسلم التي اشتراها الصاحب تاج الدين من بني إبراهيم أهل ينبع يوجد هذا الرباط الرباط خارج القاهرة بالقرب من بركة الحبش مطل على النيل ومجاور للبستان المعروف بالمعشوق.